# تیم ملی فوتبال زیر ۲۳ سال چین
تیم ملی فوتبال زیر ۲۳ سال چین (به چینی: 国奥队)  نمایندهٔ کشور چین در بازی‌های المپیک تابستانی، بازی‌های آسیایی و مسابقات فوتبال زیر ۲۳ سال آسیا است. ادارهٔ این تیم بر عهدهٔ فدراسیون فوتبال چین است.